# Alan McInally
Alan Bruce McInally (født 10. februar 1963 i Ayrshire, Skotland) er en tidligere skotsk fodboldspiller, der spillede som angriber. Han var på klubplan tilknyttet Ayr United, Celtic og Kilmarnock i hjemlandet, samt engelske Aston Villa og tyske FC Bayern München. Med Celtic vandt han i 1986 det skotske mesterskab, mens han i 1990 hjalp FC Bayern til triumf i Bundesligaen.
McInally blev desuden noteret for otte kampe og tre scoringer for Skotlands landshold. Han deltog ved VM i 1990 i Italien.

## Titler
Skotsk Premier League
- 1986 med Celtic F.C.

Skotsk FA Cup
- 1985 med Celtic F.C.

Bundesligaen
- 1990 med FC Bayern München